# Sheering
 (avril 2023).
Sheering est un village et une paroisse civile de l'Essex, en Angleterre.